# Monte Billiemi
I monti di Billiemi sono un gruppo di cime che insieme costituiscono la porzione settentrionale dei monti di Palermo. Sono montagne, di origine calcarea, nella parte sommitale vi crescono pinete mediterranee, risultato di rimboschimento, e relitti di vegetazione mediterranea, macchia e gariga, localmente di un certo pregio.
Il particolare marmo estratto da essa, denominato "pietra di Billiemi", è molto duro, ha colorazione prevalentemente grigiastra ed è oggetto di intensa attività estrattiva e tale grossa attività mineraria è evidente per la presenza di ben 3 ormai EX cave (Chiuse per varie vicende che sono seguite nell'arco del tempo) dei proprietari:  Buscemi, Bordonaro e Oliveri. 
La pietra di Billiemi, color grigio venato di un giallo metallico, è famosa per essere stata utilizzata nella realizzazione di 98 colonne doriche per il portico della Reggia di Caserta. 

## Altezza
La sua cima più alta è il Monte Cuccio che raggiunge 1024 m sul livello del mare.

## Posizione
Il gruppo si trova a separare i territori comunali di Palermo e Torretta, zona nord/ovest della città di Palermo, esattamente sopra i quartieri Borgonuovo, C.E.P. e Cruillas e insieme al monte Gallo e monte Pellegrino delimita il settore Nord-Ovest della città.